# Germán Carlosama
Germán Bernardo Carlosama López es un político y líder indígena colombiano. 

## Biografía
Nacido en el municipio de Mallama, Nariño, en el resguardo indígena de Gran Mallama. Abogado de la Universidad Cooperativa de Colombia, fue tesorero de su municipio y elegido alcalde en 1997, para el periodo 1998-2000, a nombre del Movimiento de Autoridades Indígenas de Colombia, convirtiéndose en el mandatario más joven del país. 
Entre 2004 y 2007 regresó a la alcaldía municipal y fue gobernador del cabildo de Gran Mallama en dos ocasiones. En 2010 fue elegido Senador de la República por la circunscripción indígena.